# (32900) 1994 PG5
1994 PG5 (asteroide 32900) é um asteroide da cintura principal. Possui uma excentricidade de 0.11253270 e uma inclinação de 7.88373º.
Este asteroide foi descoberto no dia 10 de agosto de 1994 por Eric Walter Elst em La Silla.